# Xysticus setiger
Xysticus setiger är en spindelart som beskrevs av O. Pickard-Cambridge 1885. Xysticus setiger ingår i släktet Xysticus och familjen krabbspindlar. Inga underarter finns listade i Catalogue of Life.